# Delphine Rieu
Delphine Rieu est une scénariste et coloriste de bandes dessinées née le 30 Avril 1973 à Pessac (Gironde).

## Biographie
Elle étudie pendant trois ans l’architecture à Bordeaux puis devient en 1996 coloriste sur outils informatiques puis scénariste de bandes dessinées. Elle va exercer ces deux activités tout au long de sa carrière.
En 1998, elle réalise son premier scénario de bande dessinée avec la série ‘’Hermine’’ dessinée par Éric Dérian. Cette série contiendra trois tomes, publiés en 1998 et 1999.
En 2000, elle scénarise l’album “Alex Clément est mort” dessiné par Emmanuel Lepage. Comme le note N.Anspach dans sa critique “Delphine Rieu s'avère être une excellente scénariste. Captiver les lecteurs avec une histoire, non dénouée d'humour et d'ironie, dans un espace si réduit ce n'est pas une chose aisée!”.
En 2005, elle réalise le scénario du premier tome de la série ‘’Trum’’ dessiné par Tiho.
Comme le note Bdfugue dans sa critique “Un album pour enfants peut aussi s'adresser aux plus grands. Delphine Rieu a concocté une histoire savoureuse, sublimée par le délicat graphisme d'un nouveau venu de Serbie, Tiho”.
En 2007 et 2008, elle contribue à la publication collective “Shogun Seinen” publiée aux Humanoides Associés et publiant des Mangas.
De 2010 à 2013, elle colorise la série ‘’Phoenix” scénarisée par Jean-Charles Gaudin et dessinée par Frédéric Peynet. Comme le note A.Perroud pour le tome 1 intitulé “Absences”, “La mise en couleurs de Delphine Rieu est à la hauteur. La coloriste réussit à retranscrire les différents tons du récit très précisément – des jours ensoleillés de l’enfance aux terrifiants cauchemars souterrains -, sans jamais trahir ou couvrir le trait du dessinateur”.
Elle est membre fondateur de la maison d'éditions Eidola Éditions en 2010, dont elle est l'éditrice. Elle est également membre fondateur de la structure de diffusion-distribution 16 Diffusion en 2011, qui regroupe sa maison d’édition Eidola, ainsi que les maisons d’éditions Café Creed, Abeille et Castor et Scutella Editions.
De 2007 à 2015, en collaboration avec Javier Rodriguez pour le dessin, elle scénarise la série Lolita HR. Il revisitent l’histoire d’amour de Roméo et Juliette dans un futur fait de robots et de société dictatoriale où la jeunesse a peu de liberté.

## Œuvres

### Coloriste BD
- Sidney et Howell, (Soleil Productions) ; Dessin : Nicolas Moraes. Scénario : Richard Marazano.

1. Le vaisseau fantôme, 1997
2. Les Équarrisseurs, 1998

- Hermine, (Glénat) ; Dessin : Eric Dérian. Couleurs en collaboration avec Eric Dérian.

1. C'est la crise, 1998
2. À plein régime..., 1998
3. On arrête pas le progrès, 1999

- Hong Kong Triad, (Le Téméraire (maison d'édition)puis Soleil Productions) ; Dessin et scénario: Joël Parnotte & Vincent Mallié.

1. L'Alibi, 1998
2. La Récompense, 1998
3. Couvre-feu, 2000

- Les Gotozis (Le cycliste), 1999 ;  Dessin : Laurent Bordier
- Photonik (Delcourt (maison d'édition)) ;Dessin et scénario : Ciro Tota

1. Descente aux abysses, 1999

- La techno mode d'emploi, La Sirène, 2000 ; Scénario : Trafex et Pesset. Dessin : Gaël

- Tower, Vents d'Ouest Dessin : Sébastien Goetals. Scénario : Ange.

1. Ouverture, 1999
2. Le Sacrifice du fou, 2000
3. Cavalier seul, 2002

- Bloodline, Vent d'Ouest ; Dessin : Varanda. Scénario : Ange.

1. Tome 4 : Entre les mondes, 2002

- La Geste des chevaliers dragons, Soleil Productions) ; Dessin : Varanda. Scénario : Ange.

1. Jaïna, 1998

- Private ghost, Vents d'Ouest ; Dessin : Carrère. Scénario : Crisse.

1. Tome 3 : Hot Caribbean Rainbow, 2004

- L'Esprit de Warren, Delcourt (maison d'édition) ; Dessin : Servain. Scénario : Brunschwig.

1. Tome 4 : Encore quelques heures, 2005

- Les Aquanautes, Soleil Productions ; Dessin et scénario : Joël ParnotteJoël Parnotte et Vincent Mallié.

1. Physilia, 1991
2. Le Conteneur, 2001
3. L'Alliance, 2002
4. Le Diodon, 2004
5. Les Otages, 2006

- Un pas vers les étoiles, Soleil, 2003 ; Dessin et scénario : Joël Parnotte et Vincent Mallié.
- L'Arche Soleil Productions ; Dessin: Mallié. Scénario: Felix

1. Projet Sherwood, 2003
2. Frankenstein., 2003
3. S.E.T.I, 2005

- Aberzen, Soleil Productions ; Dessin: Dessin: N’Guessan.

1. Tome 4 : Un temps par-dessus l'autre, 2005

- L'Héritier des étoiles, Vent d'Ouest ; Dessin et scénario: Carrère et Weissengel

1. Apprivoise-moi, 2006
2. Lutte et vis libre, 2006

- Samurai ; Soleil Productions ; Dessin: Gênet ; Scénario: Di Giorgio Tomes 1 à 9

1. Le Cœur du prophète, 2005
2. Les Sept Sources d'Akanobu, 2006
3. Le Treizième Prophète, 2007
4. Le Rituel de Morinaga, 2008
5. L'Île sans nom, 2010
6. Shobei, 2010
7. Frères d'armes, 2011
8. Frères de sang, 2012
9. Ogomo, 2014
10. Ririko ; Dessin: Cristina Mormile ; Scénario : Di Giorgio

- Carthago, Humanoïdes Associés ; Dessin: Henninot Scénario: Christophe Bec

1. Tome 1 : Le Lagon de Fortuna, 2007
2. Tome 4 : Les monolithes de Koubé, 2014

- Les Dérivantes, Humanoïdes Associés ;  Dessin et scénario : Laurand

1. De l'autre côté du lagon, 2007

- Hunter, Soleil Productions ; Dessin: Fernadez Scénario: Renault

1. Jivaro business, 2007
2. Cuba Libre, 2009

- Quintett, Empreintes Dupuis, 2007 ; Scénario : Frank Giroud. Dessin : Giancarlo Alessandrini

1. Tome 5 : Dernier mouvement, La chute (en collaboration avec Meephe Versaevel

- Atlantide, Soleil Productions ; Dessin : Biglia & Mirko scénario : Mosdi

1. Giacomo Serpieri - Marie-Alice Lavoisier, 2008
2. Betty Boren - Jayden Paroz, 2008

- Fontainebleau, Soleil Productions, 2008 ; Dessin : Bocci scénario : Bec
- Hanté,Soleil Productions, 2008 (Collectif)

1. Tome 01 : Le fantôme du colisée ; Dessin : Yann Gourhant. Scénario : Andrea Iovinelli

- Vampyres sable noir, (Dupuis) 2008 (Collectif)

1. Tome 01 : De sang frais, Dessin : Patrick Laumond. Scénario : Denis-Pierre Filippi

- Bravesland, Soleil Productions] ; Dessin : Ferniani scénario : Lassablière, David

1. Constant, 2009

- Viking, Soleil Productions ; Dessin :Sieurac scénario : Weber

1. Vikings 1/2, 2010
2. Vikings 2/2, 2011

- Phoenix, Soleil Productions ; Dessin : Peynet ; scénario : Gaudin

1. Absences, 2010
2. Suzan, 2011
3. Naufragés, 2013

- World war X, Le Lombard - La BD des 7 à 77 ans) ; Dessin : Snejbjerg scénario : Jerry Frissen

1. Hélius, 2013
2. Kharis, 2013
3. Adesh, 2013

- Le chineur, Bamboo Édition ; Scénario : Bétaucourt. Dessin : Pagot.

1. Tome 1 : Tu es poussière, 2010

- Complot, Delcourt ;Scénario : Alcante, Gihef et Dessin : Luc Brahy

1. Le krach de 1929', 2014

- L'extravagante croisière de Lady Rozenbilt (Humanoides Associés) 2013 ; Scénario : Pierre Gabus et Dessin : Reutimann
- Nu-men, Soleil Productions ; Scénario et dessin : Fabrice Neaud

1. Tome 02 : Quanticafrique, 2013 (en collaboration avec Jérôme Maffre)

- Infiltrés, Quadrants ; Scénario : Sylvain Runberg et Olivier Truc. Dessin : Olivier Thomas

1. Tome 01 : Le Sourire du Faucon, 2015
2. Tome 02 : Les larmes de Jolène, 2016

- Voiture de légende, Soleil productions ; Scénario : Ozanam. Dessin : Bruno Lachard

1. Tome 02 : Un amour de 2CV, 2015

- Dark museum, Delcour, 2017 ; Scénario : Alcante, Gihef et Dessin : Luc Brahy

### Scénario
- Le Vilain petit canard, Trisket Media, 1997 Histoire illustrée pour enfants. Textes rédigés d’après le scénario de F.Dutertre. Dessin: Yoan.
- Le Halloween des Traoudans, Optos Opus, 1997 Histoire illustrée pour enfants. Textes rédigés d’après le scénario de Ph. Cahen. Dessin: Eric Dérian.
- Les Gotozis, Le cycliste, 1998 ;  Dessin: Laurent Bordier.
- Hermine, Glénat ; Dessin: Éric Dérian Scénario tomes 2 et 3 en collaboration avec E.Omond et J.P.Peyraud.

1. C'est la crise, 1998
2. À plein régime..., 1998
3. On arrête pas le progrès, 1999

- Alex Clément est mort, Vent d'Ouest, 2000 ; Dessin: Emmanuel Lepage.
- Trum, Soleil Productions, 2005 ; Dessin: Tiho (Tihomir Čelanović)
- Lolita HR, Eidola Éditions ; Dessin: Javier Rodriguez

1. Tome 1 : Rock-Star, 2011 (première édition en 2007 chez Humanoides Associés puis 2008 sous le nom de série a.doll.a)
2. Tome 2 : Résistance, 2011 (première édition sous le nom d'album Ghetto Blues en 2007 chez Humanoides Associés puis 2009 sous le nom de série "a.doll.a")
3. Tome 3 : Ghetto, 2012 - Dessin :Natacha Bustos
4. Tome 4 : Renaissance, 2015.

- Bonjour madame ! Eidola Éditions, 2015 - Dessin: Julie Gore et Nicolas Leroy